# Лид Хил (Арканзас)
Лид Хил (енгл. Lead Hill) град је у америчкој савезној држави Арканзас.

## Демографија
По попису из 2010. године број становника је 271, што је 16 (-5,6%) становника мање него 2000. године.
| Група             | 2000.       | 2010.       |
| Белци             | 277 (96,5%) | 256 (94,5%) |
| Афроамериканци    | 0 (0,0%)    | 0 (0,0%)    |
| Азијати           | 1 (0,3%)    | 0 (0,0%)    |
| Хиспаноамериканци | 1 (0,3%)    | 7 (2,6%)    |
| Укупно            | 287         | 271         |